# Danbury Titans
I Danbury Titans sono stati una squadra di hockey su ghiaccio statunitense, con sede a Danbury, che ha militato per tutta la sua breve esistenza nella Federal Hockey League. 

## Storia
La squadra venne fondata nel 2015 quando la franchigia dei Danbury Whalers venne trasferita a Brewster, lasciando la città di Danbury senza squadra.
Nella sua prima stagione, dopo aver chiuso al primo posto la stagione regolare, la squadra raggiunse la finale per il titolo, perdendo tuttavia in tre gare dai Port Huron Prowlers. Nella seconda stagione raggiunsero nuovamente i play-off, venendo eliminati in semifinale dai Berlin River Drivers.
Il 2 agosto 2017, il proprietario Bruce Bennett,  ne annunciò lo scioglimento per motivi economici, legati all'aumento dei costi di assicurazione per i lavoratori.

## Giocatori

### Giocatori stranieri
Nelle due stagioni in cui la squadra è esistita sono stati 8 i giocatori non nordamericani a vestire la maglia dei Titans.
| Nazionalità | Giocatore            | Ruolo | Stagione/i          |
| ----------- | -------------------- | ----- | ------------------- |
| Giappone    | Juto Osawa           | C     | 2016-2017           |
| Rep. Ceca   | Martin Tůma          | D     | 2015-2016           |
| Russia      | Nikita Ivandikov     | G     | 2015-2016 2016-2017 |
| Russia      | Maxim Khaliullin     | LW/RW | 2015-2016           |
| Russia      | Nikolai Okhlobystin  | LW    | 2016-2017           |
| Russia      | Vadim Subbotnikov    | D     | 2016-2017           |
| Slovacchia  | Martin Uhnák         | LW    | 2016-2017           |
| Svezia      | Razmuz Waxin Engback | LW    | 2015-2016           |

## Impianto di gioco
La squadra giocava le sue partite di casa nella Danbury Ice Arena, che ha una capienza di circa 2 000 posti.